# Una montagna di libri
Una montagna di libri, incontri con l'autore, è una manifestazione del campo dell'editoria, che si svolge a Cortina d'Ampezzo d'estate e d'inverno, in due edizioni annuali, fondata nel 2009 e giunta nel 2021 alla ventiquattresima edizione.
Il festival, che è diventato un appuntamento fisso della stagione letteraria ampezzana, ha ospitato nei suoi anni di storia narratori quali Emmanuel Carrère, Peter Cameron, Hanif Kureishi, Azar Nafisi, Joe Lansdale, Sonallah Ibrahim, Goli Taraghi, Raffaele La Capria, Alberto Arbasino, Boris Pahor, filosofi (Kenneth Minogue, Giacomo Marramao), registi (Paolo Sorrentino), critici letterari e cinematografici (Pietro Citati, Paolo Mereghetti), storici (Giovanni Sabbatucci, Luciano Canfora).
La manifestazione ha la particolarità di trovare sede in diversi luoghi di Cortina, al chiuso come all'aperto. Essa è nata con l'esplicito intento di recuperare la storica tradizione degli incontri con l'autore a Cortina, e si rivolge tanto al pubblico turistico quanto a quello dei residenti della cittadina dolomitica.
Nel mese di luglio, la rassegna ospita il consueto incontro ampezzano con i finalisti del Premio Campiello.